# Sågsjön (Vika socken, Dalarna)
Sågsjön är en sjö i Falu kommun i Dalarna och ingår i Dalälvens huvudavrinningsområde.